# هالام هوپ
هالام هوپ (انگلیسی: Hallam Hope) زادهٔ ۱۷ مارس ۱۹۹۴ بازیکن فوتبال اهل بریتانیا است.
از باشگاه‌هایی که در آن بازی کرده‌است می‌توان به باشگاه فوتبال منچستر سیتی، باشگاه فوتبال نورث‌همپتون تاون، باشگاه فوتبال بری، باشگاه فوتبال شفیلد ونزدی، باشگاه فوتبال کارلایل یونایتد، و باشگاه فوتبال اورتون اشاره کرد.
وی همچنین در تیم‌های ملی فوتبال زیر ۱۶ سال انگلستان، زیر ۱۷ سال انگلستان، زیر ۱۸ سال انگلستان، زیر ۱۹ سال انگلستان، و باربادوس بازی کرده‌است.